# Antonio Caldara
Antonio Caldara (1670, Benátky – 28. prosince 1736, Vídeň) byl italský violoncellista a hudební skladatel, představitel benátského pozdního baroka.

## Život
Antonio Caldara se narodil v Benátkách jako syn houslisty, přesné datum jeho narození však není známo. Stal se zpěvákem v bazilice sv. Marka v Benátkách, kde se naučil hře na několik nástrojů, zřejmě pod vedením Giovanni Legrenziho.
Roku 1699 se přestěhoval do Mantovy, kde se stal maestro di cappella neschopného mantovského vévody Karla IV., jehož francouzská manželka stála na straně Francouzů ve válce o španělské dědictví.
Caldara se vrátil z Mantovy roku 1707 poté, co byli Francouzi z Itálie vyhnáni, a později odcestoval do Barcelony jako komorní skladatel Karla VI., pretendenta španělského trůnu, jenž sídlil se svým dvorem v Barceloně. Tam Caldara napsal několik oper, jež byly prvními italskými operami provedenými ve Španělsku.
Přestěhoval se do Říma a stal se maestro di cappella u Francesca Marii Marescottiho Ruspoli, knížete z Cerveteri. Zde napsal v roce 1710 operu La costanza in amor vince l'inganno (Věrnost v lásce vítězí nad zradou) pro veřejné divadlo v Maceratě.
V roce 1716 získal podobné místo ve Vídni, kde sloužil u císařského dvora a zde také setrval až do své smrti.

## Caldara a Čechy
V roce 1723 v rámci pražských korunovačních slavností řídil Caldara velkolepé představení Fuxovy opery. K této příležitosti složil komorní operu, tzv. servizio di camera "La Contesa de'Numi", která byla provedena v některém ze sálů královského paláce na Hradčanech. Z dobových zmínek víme, že hlavní role ve Sporu Bohů zpívali tehdejší nejlepší evropští zpěváci. V říjnu téhož roku byla ve Znojmě pro císařský pár, který se vracel z Prahy do Vídně, provedena Caldarova festa teatrale "La Concordia dei Pianeti".
Na objednávku hraběte Johanna Adama z Questenbergu složil Caldara tříaktovou operu L'amor non ha legge (Láska nemá zákon), která měla premiéru v roce 1728 v moravských Jaroměřicích nad Rokytnou.
Na objednávku salcburského arcibiskupa Františka Antonína z Harrachu složil oratorium o sv. Janu Nepomuckém s názvem Oratio di San Giovanni Nepomuceno. Premiéru mělo v Salcburku roku 1726.

## Zaměření
Caldara je znám hlavně jako skladatel oper, kantát a oratorií. Několik z jeho děl je na libreto od Metastasia.

## Významná díla
Oratoria
- Maddalena ai piedi di Cristo (kolem 1700)
- Santo Stefano, primo Re d'Ungheria (1713)
- La Conversione di Clodoveo Re di Francia (1715)
- La passione di Gesù Cristo (1730)[1]
- Il Re del dolore (1722)
- Stabat Mater (c. 1725)

Ostatní
- "Sebben, crudele" (árie z La costanza in amor vince l'inganno, 1710)
- Tito e Berenice (opera, 1714)
- L’asilo d’Amore (Festa Teatrale per Musica, 1732)
- L'Olimpiade (opera, 1733)
- Il natale d'Augusto (opera, 1733)
- D'improvviso (kantáta)
- "Alma del core" (árie)
- "Selve amiche" (árie)
- Missa Dolorosa (1735)
- Crucifixus
- Come raggio di sol